# Polybia bicytarella
Polybia bicytarella är en getingart som beskrevs av Richards 1951. Polybia bicytarella ingår i släktet Polybia och familjen getingar. Inga underarter finns listade i Catalogue of Life.